# Aymen Berini
Aymen Berini (* 25. Mai 1982) ist ein ehemaliger tunesischer Radrennfahrer.

## Karriere
Berini gewann 2006 eine Etappe der Tour des Aéroports. 2007 wurde er bei der tunesischen Meisterschaften jeweils Zweiter im Zeitfahren und im Straßenrennen. Im selben Jahr siegte er auf jeweils einer Etappe der Tour of Libya und der Tour de la Pharmacie Centrale, bei der er Zweiter der Gesamtwertung wurde. In der Einzelwertung der UCI Africa Tour 2007 belegte Berini den neunten Rang. In der Saison 2008 wurde er wiederum Zweiter bei den nationalen Zeitfahrmeisterschaften.

## Erfolge
2006
- eine Etappe Tour des Aéroports

2007
- Tunesischer Meisterschaft – Straßenrennen
- Tunesischer Meisterschaft – Zeitfahren
- eine Etappe Tour de la Pharmacie Centrale
- eine Etappe Tour of Libya

2008
- Tunesischer Meisterschaft – Zeitfahren